# Lucchesiit
Das Mineral Lucchesiit ist ein sehr seltenes Ringsilikat aus der Turmalingruppe mit der idealisierten chemischen Zusammensetzung CaFe2+3Al6(Si6O18)(BO3)3(OH)3O.
Lucchesiit kristallisiert mit trigonaler Symmetrie und bildet schwarze, unregelmäßige Aggregate mit Quarz oder prismatische Kristalle von wenigen Millimetern Größe. Anhand äußerer Kennzeichen ist Lucchesiit nicht von anderen schwarzen Turmalinen zu unterscheiden. Im Dünnschliff zeigt dieser Turmalin einen starken Pleochroismus von dunkelbraun bis opak nach braun bis hellbraun. Wie alle Minerale der Turmalingruppe ist Lucchesiit pyroelektrisch und piezoelektrisch.
Das Mineral ist sehr selten und nur in wenigen Fundorten zweifelsfrei nachgewiesen, da zu seiner Bildung, ebenso wie für Feruvit, ungewöhnliche Bedingungen erfüllt sein müssen. Ca-Fe-Turmaline kristallisieren aus pegmatitischen Lösungen, die reich an Calcium und Eisen sind, aber kaum Fluor und Magnesium enthalten. Typlokalität sind die Edelsteinsande bei Ratnapura in Sri Lanka.

## Etymologie und Geschichte
In der 1999 zusammen mit Darrell James Henry vorgestellten Klassifikation der Minerale der Turmalingruppe führt Hawthorne den Oxy-Feruvit als hypothetische Endglied auf. Als solches wird er auch in der 2009 veröffentlichten IMA-Klassifikation nach Strunz geführt.
Erste Analysen eines Oxy-Feruvits aus einem anatektischen Pegmatit in der Gemeinde Mirošov, nahe Strážek in Tschechien, der durch Reaktion mit umgebenen Kalkstein mit Calcium angereichert wurde, publizierten Petr Gadas und Mitarbeiter im Jahr 2014.
Ferdinando Bosi von der Universität La Sapienza in Rom beschrieb 2017 mit Mitarbeitern aus Schweden, Italien und Tschechien einen Oxy-Feruvit aus Sri Lanka und benannte das neue Mineral der Turmalingruppe Lucchesiit nach seinem im Jahr 2010 verstorbenen Kollegen Sergio Lucchesi. Zwei Jahre später beschrieb Emily D. Scribner von der Clemson University in South Carolina mit Mitarbeitern aus Kanada, Italien, Tschechien und Schweden das Magnesium-Analog von Lucchesiit.

## Klassifikation
In der strukturellen Klassifikation der International Mineralogical Association (IMA) gehört Lucchesiit zusammen mit Magnesio-Lucchesiit zur Untergruppe 3 der Calciumgruppe in der Turmalinobergruppe.
Die veraltete 8. Auflage der Mineralsystematik nach Strunz kennt den Lucchesiit noch nicht.
Im zuletzt 2018 überarbeiteten und aktualisierten Lapis-Mineralienverzeichnis nach Stefan Weiß, das sich aus Rücksicht auf private Sammler und institutionelle Sammlungen noch nach dieser alten Form der Systematik von Karl Hugo Strunz richtet, erhielt das Mineral die System- und Mineral-Nr. VIII/E.19-105. In der „Lapis-Systematik“ entspricht dies der Klasse der „Silikate und Germanate“ und dort der Abteilung „Ringsilikate“, wo Lucchesiit zusammen mit Adachiit, Bosiit, Chrom-Dravit, Chromo-Alumino-Povondrait, Darrellhenryit, Dravit, Elbait, Feruvit, Fluor-Buergerit, Fluor-Dravit, Fluor-Elbait, Fluor-Liddicoatit, Fluor-Schörl, Fluor-Tsilaisit, Fluor-Uvit, Foitit, Luinait-(OH) (heute diskreditiert), Magnesio-Foitit, Maruyamait, Olenit, Oxy-Chrom-Dravit, Oxy-Dravit, Oxy-Foitit, Oxy-Schörl, Oxy-Vanadium-Dravit, Povondrait, Rossmanit, Schörl, Tsilaisit, Uvit, Vanadio-Oxy-Chrom-Dravit und Vanadio-Oxy-Dravit die „Turmalingruppe“ mit der System-Nr. VIII/E.19 bildet.
Die von der IMA zuletzt 2009 aktualisierte 9. Auflage der Strunz’schen Mineralsystematik führt den Lucchesiit noch als das hypothetische Endglied Oxy-Feruvit in der Klasse 9 der „Silikate und Germanate“ und dort in der Abteilung C der „Ringsilikate“ auf. Diese Abteilung ist weiter unterteilt nach der Größe, Verknüpfung und Verzweigung der Silikatringe, so dass das Mineral entsprechend seinem Aufbau in der Unterabteilung „K. [Si6O18]12−-Sechser-Einfachringe mit inselartigen, komplexen Anionen“ zu finden ist, wo es zusammen mit Ferri-Feruvit, Ferri-Uvit, Fluor-Chromdravit, Fluor-Schörl, Fluor-Dravit, Fluor-Elbait, Fluor-Foitit, Fluor-Mg-Foitit, Fluor-Olenit, Fluor-Rossmanit, Hydroxy-Buergerit (heute Buergerit), Hydroxy-Feruvit (heute Feruvit), Hydroxy-Liddicoatit (heute Liddicoatit), Hydroxy-Uvit (heute Uvit), Oxy-Chromdravit (heute Oxy-Chrom-Dravit), Oxy-Dravit, Oxy-Elbait (heute Darrellhenryit), Oxy-Ferri-Foitit, Oxy-Foitit, Oxy-Liddicoatit, Oxy-Mg-Ferri-Foitit, Oxy-Mg-Foitit, Oxy-Rossmanit, Oxy-Schörl, Oxy-Uvit (heute Magnesio-Lucchesiit) noch zu den hypothetischen Endgliedern der „Turmalingruppe“ mit der System-Nr. 9.CK.05 gezählt wird.
Die vorwiegend im englischen Sprachraum gebräuchliche Systematik der Minerale nach Dana kennt den Lucchesiit ebenfalls nicht.

## Chemismus
Lucchesiit ist das Fe2+-Analog von Magnesio-Lucchesiit bzw. das Oxy-Analog von Feruvit und hat die idealisierte Zusammensetzung [X]Ca[Y]Fe2+3[Z]Al6([T]Si6O18)(BO3)3[V](OH)3[W]O, wobei [X], [Y], [Z], [T], [V] und [W] die Positionen in der Turmalinstruktur sind.
Für die Kristalle aus den Typlokalitäten wurden folgende empirische Zusammensetzungen bestimmt:
- Sri Lanka: [X](Ca0,69Na0,30K0,02)[Y](Fe2+1,44Mg2+0,72Al3+0,48Ti4+0,33V3+0,02Mn2+0,01Zn2+0,01)[Z](Al4,74Fe3+0,25Mg2+1,01)[[T](Si5,85Al0,15)6O18](BO3)3[V][(OH)3][W](O0,69F0,24(OH)0,07)
- Tschechien: [X](Ca0,49Na0,45□0,05K0,01)[Y](Fe2+1,14Fe3+0,95Mg2+0,42Al0,37Ti4+0,08Mn2+0,03Zn2+0,01)[Z](Al5,11Fe3+0,38Mg2+0,52)[[T](Si5,88Al0,12)O18](BO3)3[V][(OH)2,66O0,34][W](O0,94F0,06)

Lucchesiit bildet Mischungsreihen mit Magnesio-Lucchesiit und Feruvit entsprechend der Austauschreaktionen:
- [Y]Fe2+ = [Y]Mg2+ (Magnesio-Lucchesiit)[10]
- [Z]Al3+ + [W]O2− = [Z]Mg2+ + [W](OH)− (Feruvit)

## Kristallstruktur
Lucchesiit kristallisiert mit trigonaler Symmetrie in der Raumgruppe R3m (Raumgruppen-Nr. 160) mit 3 Formeleinheiten pro Elementarzelle. Die Gitterparameter des Lucchesiit aus Ratnapura sind a = 16,0018(7) Å, c = 7,2149(3) Å.
Die Kristallstruktur ist die von Turmalin. Calcium (Ca2+) wird auf der von 9 Sauerstoffen umgebenen [X]-Position eingebaut und Silicium (Si4+) besetzt die tetraedrisch von 4 Sauerstoffionen umgebene T-Position. Eisen (Fe2+) sitzt oktaedrisch koordiniert vorwiegend auf der [Y]-Position und Aluminium (Al3+) auf der ebenfalls oktaedrisch koordinierten [Z]-Position. Die Anionenposition [V] ist mit (OH)-Gruppen belegt, die [W]-Position enthält vorwiegend O2−.

## Bildung und Fundorte
Gebildet wird Lucchesiit hydrothermal in fluor- und magnesiumarmen, calcium- und eisenreichen pegmatitischen Gängen.
In der Co-Typlokalität in der Gemeinde Mirošov, nahe Strážek in Tschechien tritt Lucchesiit in graphischen Turmalin-Quarz-Verwachsungen im zentralen Teil von Amphibol-führenden, einfach zonierten Pegmatiten auf, die in Kalksilikatgesteine eingedrungen sind. Begleitminerale sind hier Plagioklas, Quarz, Kalifeldspat, Amphibol (kaliumreiche Magnesio-Hornblende, Ferro-Hastingsit) sowie calciumreiche Schörl-Dravit-Mischkristalle und natrium- und magnesiumreicher Feruvit.